# Sparklehorse
Sparklehorse was een Amerikaanse lo-fi indierockband opgericht in 1995. De band werd geleid door multi-instrumentalist Mark Linkous.

## Biografie
In 1995 richtte Linkous Sparklehorse op. Hij was niet alleen de zanger, maar speelde tevens de meeste instrumenten. Bij het debuutalbum Vivadixiesubmarinetransmissionplot, dat vooral gaat over Linkous' kindertijd, kreeg Linkous ondersteuning van Lowery en andere leden van Cracker. Het leverde hem internationale erkenning op. In 1996 stond hij in het voorprogramma van Radiohead. Terwijl hij verbleef in Londen deed hij een zelfmoordpoging door een overdosis aan antidepressiva, valium en alcohol in te nemen. Hij was een paar minuten klinisch dood en belandde voor enige tijd in een rolstoel. Hij herstelde en bracht in 1999 een nieuw Sparklehorse-album uit getiteld Good Morning Spider. VPRO's Lotje IJzermans maakte voor het programma Lola da Musica een documentaire over de artiest ten tijde van zijn herstel. Het tweede album was net als Vivadixiesubmarinetransmissionplot opgenomen in Linkous' thuisstudio.
Op It's a Wonderful Life, het derde album van Sparklehorse, werkte Linkous voor het eerst samen met verschillende muzikanten. Onder andere Tom Waits, Joan Wasser en PJ Harvey leverden bijdragen aan het album. Voor het vierde album Dreamt for Light Years in the Belly of a Mountain (2006) werkte Linkous onder andere samen met Danger Mouse.
In 2010 pleegde Linkous met een geweer zelfmoord. De band maakte vier reguliere albums, twee samenwerkingsalbums met respectievelijk Danger Mouse en Fennesz en een reeks singles en ep's.

## Discografie

### Albums
- Vivadixiesubmarinetransmissionplot (augustus 1995)
- Good Morning Spider (oktober 1998)
- It's a Wonderful Life (juni 2001)
- Dreamt for Light Years in the Belly of a Mountain (25 september 2006)
- Dark Night of the Soul, met Danger Mouse (2009)
- In the Fishtank 15, met Fennesz (september 2009)

### Singles & ep's
- "Chords I've Known EP" (april 1995)
- "Spirit Ditch" / "Waiting for Nothing" (1995)
- "Hammering the Cramps" / "Too Late" (1995)
- "Someday I Will Treat You Good" / "Rainmaker" (februari 1996)
- "Someday I Will Treat You Good" / "London" (februari 1996)
- "Hammering the Cramps" / "Spirit Ditch" (april 1996)
- "Rainmaker" / "I Almost Lost My Mind" (augustus 1996)
- "Come On In" / "Blind Rabbit Choir" (februari 1998)
- "Painbirds" / "Maria's Little Elbows" (juli 1998)
- "Sick of Goodbyes" / "Good Morning Spider (session version)" (oktober 1998)
- Distorted Ghost EP (juli 2000)
- Chest Full of Dying Hawks ('95-'01) (V.S. promo) (2001)
- "Gold Day" / "Heloise" / "Devil's New" / Maxine" (juli 2001)
- "Ghost in the Sky" 7" en op cd (11 september 2006)
- "Don't Take My Sunshine Away" 7" (18 september 2006)
- "Knives of Summertime" 7" (18 september 2006)